# Zelomorpha coxata
Zelomorpha coxata är en stekelart som först beskrevs av Holmgren 1868.  Zelomorpha coxata ingår i släktet Zelomorpha och familjen bracksteklar. Inga underarter finns listade i Catalogue of Life.